# Биг-Бенд (Эсватини)
Биг-Бенд (англ. Big Bend) — город на востоке Эсватини, на территории округа Лубомбо.

## Географическое положение
Город находится в центральной части округа, на левом берегу реки Мапуто (Лусутфу), на расстоянии приблизительно 60 километров к юго-востоку от столицы страны Манзини. Абсолютная высота — 77 метров над уровнем моря.

## Население
По данным официальной переписи 1997 года численность населения составляла 9 374 человек.
Динамика численности населения города по годам:
| 1986  | 1997  | 2013  |
| ----- | ----- | ----- |
| 9 676 | 9 374 | 6 169 |

## Экономика и транспорт
Основу экономики города составляет выращивание сахарного тростника.
В окрестностях города расположено два аэропорта (ICAO: FDBS и ICAO: FDUB). Также через город проходит автотрасса MR8.